# Incidenza dei vertici
| Icosidodecaedro | Figura al vertice rappresentata come 3.5.3.5 o (3.5)2 |

In geometria, l'incidenza dei vertici è una notazione utilizzata per rappresentare la figura al vertice di un poliedro o di una tassellatura, e più in generale di un politopo, come sequenza di facce attorno a un vertice. Dato che in un poliedro uniforme esiste un solo tipo di vertice, l'incidenza dei vertici descrive completamente il poliedro; un poliedro chirale, invece, può essere descritto con la stessa incidenza dei vertici della sua immagine riflessa.
Utilizzando tale notazione, chiamata anche "notazione di Cundy e Rollett", un poliedro è rappresentato come una sequenza di numeri che rappresentano il numero di spigoli delle facce che circondano il vertice. La notazione "a.b.c.d", quindi, descrive un vertice che ha 4 facce intorno ad esso, ossia un vertice di valenza 4, facce con un numero di lati pari ad a, b, c e d. La sequenza "3.5.3.5", ad esempio, indica un vertice condiviso da quattro facce, in particolare triangoli e pentagoni alternati: un'incidenza dei vertici che definisce un icosidodecaedro. La notazione è ciclica e quindi ha lo stesso significato anche con punti di partenza diversi, di conseguenza scrivere 3.5.3.5 equivale a scrivere 5.3.5.3, mentre i suoi termini non sono commutativi e non possono essere scambiati: 3.3.5.5 è infatti diverso da 3.5.3.5, poiché il primo ha due triangoli seguiti da due pentagoni.

## Figure al vertice
L'incidenza dei vertici può anche essere rappresentata come una figura al vertice poligonale che mostra le facce attorno al vertice. Generalmente, una figura al vertice ha una struttura tridimensionale, infatti, dato un vertice, non è detto che i tutti vertici a esso adiacenti giacciano tutti sullo stesso piano, tuttavia quest'ultima condizione è rispettata nel caso dei poliedri uniformi così che, nel loro caso, la figura piana che si ottiene può essere utilizzata per rappresentare visivamente l'incidenza dei vertici.

## Variazioni e utilizzi
L'incidenza dei vertici può essere espressa come una sequenza di numeri separati da un punto (.) o da una virgola (,). Gli elementi ripetuti possono essere raccolti tra parentesi con, all'apice, il numero di volte in cui essi appaiono in sequenza, quindi la già citata sequenza 3.5.3.5 può essere rappresentata anche come (3.5)2.
Questa notazione può essere considerata anche come una forma espansa della notazione di Schläfli per poliedri regolari. La notazione di Schläfli {p,q} sta infatti ad indicare la presenza di un numero q di p-goni attorno a ogni vertice, quindi {p,q} può essere scritta come p.p.p... (q volte) o pq. Per esempio, un icosaedro è rappresentabile come {3,5}, ossia, usando la notazione di incidenza dei vertici: 3.3.3.3.3 o 35.
Con questa notazione si possono rappresentare non solo i poliedri ma anche la tassellature poligonali, così un'incidenza dei vertici planare denota una tassellatura uniforme proprio come un'incidenza dei vertici non planare denota un poliedro uniforme.

## Poligoni stellati
La notazione si applica anche in caso di facce regolari non convesse, ossia di poligoni stellati. Ad esempio, un pentagramma è indicato con il simbolo a {5/2}, a indicare la presenza di 5 lati che girano attorno al centro due volte. Esistono quattro poliedri stellati con poligoni regolari, stellati o meno, come figure al vertice: il piccolo dodecaedro stellato, che in notazione di Schläfli è rappresentabile come {5/2,5} e la cui incidenza dei vertici in forma estesa è 5/2.5/2.5/2.5/2.5/2 e in forma contratta è (5/2)5; il grande dodecaedro stellato, {5/2,3}, ha una figura al vertice triangolare e incidenza dei vertici (5/2.5/2.5/2) o (5/2)3; il grande dodecaedro, {5,5/2}, ha una figura al vertice a forma di pentagramma con incidenza dei vertici (5.5.5.5.5)/2 o (55)/2; il grande icosaedro, {3,5/2}, avente anch'esso una figura al vertice a forma di pentagramma ma incidenza dei vertici (3.3.3.3.3)/2 o (35)/2.
|                  |                  |          |         |             |
| {5/2,5} = (5/2)5 | {5/2,3} = (5/2)3 | 34.5/2   | 34.5/3  | (34.5/2)/2  |
|                  |                  |          |         |             |
| {5,5/2} = (55)/2 | {3,5/2} = (35)/2 | V.34.5/2 | V34.5/3 | V(34.5/2)/2 |

## Tutte le incidenze dei vertici uniformi di poligoni regolari convessi
Potenzialmente ogni incidenza dei vertici enumerabile in una lista di incidenze che indicano la presenza attorno a un vertice di n facce regolari e convesse può definire univocamente un diverso poliedro semiregolare, tuttavia non tutte le incidenze sono possibili, poiché la loro esistenza è limitata da requisiti topologici. Così ad esempio, la scrittura p.q.r implica che un p-gono sia circondato da q-goni che si alternano a r-goni, quindi o p è pari o q è uguale a r. Allo stesso modo q è pari o p è uguale a r, e r è pari o p è uguale a q. Quindi le triple di cui è possibile l'esistenza sono 3.3.3, 3.4.4, 3.6.6, 3.8.8, 3.10.10, 3.12.12, 4.4.n (per ogni n>2), 4.6.6, 4.6.8, 4.6.10, 4.6.12, 4.8.8, 5.5.5, 5.6.6, 6.6.6.
Il numero tra parentesi indica il numero dei vertici del poliedro.
Triple
- Solidi platonici 3.3.3 (4), 4.4.4 (8), 5.5.5 (20)
- Prismi 3.4.4 (6), 4.4.4 (8; come già citato), 4.4.n (2n)
- Solidi archimedei 3.6.6 (12), 3.8.8 (24), 3.10.10 (60), 4.6.6 (24), 4.6.8 (48), 4.6.10 (120), 5.6.6 (60)
- Tassellatura regolare 6.6.6
- Tassellature semiregolari 3.12.12, 4.6.12, 4.8.8

Quadruple
- Solido platonico 3.3.3.3 (6)
- Antiprismi 3.3.3.3 (6; come già citato), 3.3.3.n (2n)
- Solidi archimedei 3.4.3.4 (12), 3.5.3.5 (30), 3.4.4.4 (24), 3.4.5.4 (60)
- Tassellatura regolare 4.4.4.4
- Tassellature semiregolari 3.6.3.6, 3.4.6.4

Quintuple
- Solido platonico 3.3.3.3.3 (12)
- Solidi archimedei 3.3.3.3.4 (24), 3.3.3.3.5 (60) (entrambi chirali)
- Tassellature semiregolari 3.3.3.3.6 (chirale), 3.3.3.4.4, 3.3.4.3.4

Sestuple
- Tassellatura regolare 3.3.3.3.3.3

## Incidenza delle facce

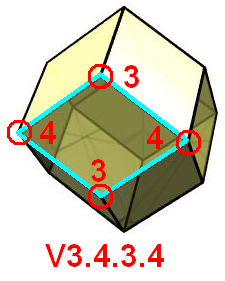
Dodecaedro rombico

I poliedri uniformi duali o solidi di Catalan, che includono bipiramidi e trapezoedri, possono essere identificati utilizzando una notazione simili all'incidenza dei vertici, chiamata talvolta incidenza delle facce. Tale notazione rappresenta un conteggio sequenziale dei numeri di facce che insistono su ogni vertice di una faccia, il tutto preceduto da una lettera "V" a fare da prefisso. Così ad esempio V3.4.3.4, o V(3.4)2, rappresenta il dodecaedro rombico, uno dei 13 solidi di Catalan, in esso, infatti, ogni faccia è un rombo e sui vertici di ogni rombo insistono alternativamente 3 o 4 facce.